# Korzenica (Subcarpacia)
Korzenica [pronunciación en polaco: /kɔʐɛˈɲlo͡sa/] (en ucraniano: Корениця, Korenytsia) es un pueblo en el distrito administrativo de Gmina Laszki, dentro del Distrito de Jarosław, Voivodato de Subcarpacia, en el sur de Polonia. Se encuentra aproximadamente 3 kilómetros al noreste de Laszki, 19 kilómetros al este de Jarosław, y 67 kilómetros al este de la capital regional, Rzeszów.